# エアバスター
『AIR BUSTER』（エアバスター）は、カネコが開発し、1990年に販売はナムコ（現在はバンダイナムコアミューズメント）から稼働されたアーケード用横スクロールシューティングゲームである。
自機「バスター1｣、「バスター2｣を操作し、地球侵略を目論む「MEGA LOAD MASTERS」を倒す事を目的としている。
1990年にPCエンジン、1991年にメガドライブに移植された。家庭用機種の移植に当たっては、『AERO BLASTERS』（エアロブラスターズ）とタイトルが変更されている。移植版はハードの性能等に合わせて様々な変更箇所や追加仕様が盛り込まれた。
メガドライブ版は2014年にWindows用ソフトとしてプロジェクトEGGにて配信された。
アーケード版はゲーム誌『ゲーメスト』の企画「第4回ゲーメスト大賞」（1990年度）にてベストシューティング賞4位を獲得、PCエンジン版はゲーム誌『ファミコン通信』の「クロスレビュー」にてシルバー殿堂入りを獲得した。

## ゲーム内容
8方向レバーで自機の移動、ボタン一つでメインショットの発射とサブウェポンの特殊攻撃を同時に行う。ショットはセミオートで、適度にボタンを叩いていれば連射が維持される。また、ボタンを押し続けると画面上部のゲージを溜まっていき、満タン状態でボタンを離すと、画面上全ての敵弾を消去し全ての敵にダメージを与える特殊攻撃『バスターフラッシュ』が発動する。バスターフラッシュは回数の制限なく使用できるが、一度使うとクールダウンとスタンバイで一定時間使えなくなる。また、1発の威力自体は低い。2人同時プレイが可能、全6面の1周エンド。
背景のスクロールが高速で、面ごとに特色のある、スピーディなステージ構成が特徴である。当時の作品としては珍しく、1人プレイ時でも2P側から開始することができた。
パワーアップは、メインショット・パワーアップの他、ミサイル、サイドアタッカー、バンパー、リアーガン、6ウェイ、ヘルポットなどがある。

### アイテム
アイテムキャリア『ガンデッチー』を破壊すると、左上方向に扇状に複数のアイテムがばら撒かれ、やがて落下する。サブウェポンは一種類のみ装着可能で、アイテムを取ることで変更される。

#### メインショット
P（パワーアップ）
ノーマルショットが最大で10段階までパワーアップする。5段階まではパワーアップ毎にショットの幅が広がる（単装〜5連装）のと引き替えに連射能力が落ちていく（9→8→7→4→3連射）。6段階以降はショット自身の威力が上がっていく。

#### サブウェポン
M（ミサイル1、赤）
自機から2発のミサイルが発射される。前方の敵に誘導され、貫通しながら飛んでゆく。
M（ミサイル2、緑）
自機から2発のミサイルが発射される。ミサイル1に比べて、貫通しない代わりに誘導性が高い。攻撃力は低い。
S（サイドアタッカー）
自機の上下にオプションが付き、2連射のショットを撃つ。オプション自体にも攻撃力があり、敵にぶつけるとダメージを与えられる。
R（リアーガン）
自機の後方上下斜め方向にショットを撃つ。攻撃力が高い。
H（ヘルポット）
自機の後方に、反時計回りに回転しながら貫通弾を自動でばらまく砲台が付く。弾は背景も貫通して飛んで行く。プレイヤー自身での制御が効かないので、その場で当てたい物には当てにくい。実はポット自体に強力な攻撃判定があり、これを利用すると攻略が楽になる面が存在する。
6（6ウェイ）
自機から上下3方向ずつ6方向にショットを撃つ。連射は効かないが、攻撃力はノーマルショットより高い。
B（バンパー）
自機の上下に地形との衝突を緩和するバンパーがつく。ただし衝突を完全に防ぐものではない。バンパー自体にも攻撃力があり、敵にぶつけるとダメージを与えられる。アイテムキャリアからは出ず、特定の箇所に設置されている。

#### 武器、装備以外
$（ボーナス）
取ると500点入る。ステージ2と6の道中に設置されている。
1UP（エクステンド）
取ると自機が1機増える。ステージ6の道中に一つだけ設置されている。
サブウェポンにも道中に設置されている物がある。

### その他
- PHASE1の背景のビル群に、X68000とFM-TOWNSを模したビルが混じっている。
- PHASE2の2回目の高速スクロールの最後に『おつかれさま EXIT→』と書かれたパネルが背景に埋まっている。
- PHASE3ボス「ビットスティション」の機体に描かれている「M.L.M」は、敵の名称「Mega Load Masters」のイニシャルである。
- 『マリオブラザーズ』（1983年）と同じくステージ数に"PHASE"を使っている点や、『ドンキーコング』（1981年）にと同じくスコアテーブルの"HOW HIGH CAN YOU GET ?"の表示がある点は、任天堂へのオマージュと言われている。
- カネコがPCエンジンで開発を担当していた『スターパロジャー』（1992年）の8面の高速スクロールエリアでは、本作の2面の高速スクロールエリアと同じような警告マークがパロディとして使われていた。

## 設定

### ストーリー
A.D.2030年。平和だった地球に対し、自らの体を無機質のメカで固め、地球上の有機生命体の抹殺を図った「MEGA LOAD MASTERS」が突然侵略を開始した。その攻撃力の前に地球上の軍事力では歯が立たず、人類は滅亡の危機に見舞われていた。
しかし、そのような状況でも希望捨てなかったチャールズ･K･竹田は、大西洋の孤島へ家族と数人の友人たちと移住しある開発を極秘裏に進めていた。その開発とは、人間の持つ特殊な精神波を増幅させ、物質の元素を自由に操ることを可能にする「バスターシステム」であった。その「バスターシステム」を搭載したスーパーマシン「バスター1｣、「バスター2｣が完成し、その機体には竹田の娘、息子が乗り込み「MEGA LOAD MASTERS」を倒すべく、巨大空母「バスターベース」から発進した。

### ステージ構成
PHASE1 - SEASIDE FRONT
ビル群をバックに敵との戦闘となる。ボス直前には上空からの攻撃でビル群が廃墟と化す演出がある。ボスはエビルフェイス。
PHASE2 - MECHANIZED CAVE
機械化された洞窟を進む。途中高速スクロールになる箇所が2度ある。ボスはシェルフレイム。
PHASE3 - SCRAMBLE!
地上から成層圏を抜けて宇宙に向かう。宇宙へ出るまでは右上への高速スクロールで、雲の中から敵が突然現れる。ボスはビットステイション。
PHASE4 - OUT OF GRAVITY
ステージを通して慣性が働いており、レバーをニュートラルに戻しても自機はその場に停止しない。序盤は破壊不能なデブリが多い。ボスはマーダードール。
PHASE5 - THE BORDERLINE
PHASE4と同じく慣性が働いているステージ。ボス直前の中ボスを倒すと慣性が無くなる。
PHASE6 - DEATH CIRCUS
上下に強制スクロール、地形のせり出し、移動するブロックが行く手を阻む。

## 移植版
| No. | タイトル                      | 発売日               | 対応機種     | 開発元                 | 発売元   | メディア                         | 型式              | 備考                 |
| --- | ----------------------------- | -------------------- | ------------ | ---------------------- | -------- | -------------------------------- | ----------------- | -------------------- |
| 1   | エアロブラスターズ            | 1990年11月2日 1990年 | PCエンジン   | カネコインターステイト | ハドソン | 4メガビットHuCARD                | HC90038 TGX040051 |                      |
| 2   | エアロブラスターズ Air Buster | 1991年1月31日 1991年 | メガドライブ | カネコインターステイト | カネコ   | 4メガビットロムカセット          | T-33013           |                      |
| 3   | エアロブラスターズ            | 2014年9月23日        | Windows      | カネコ                 | カネコ   | ダウンロード （プロジェクトEGG） | -                 | メガドライブ版の移植 |

PCエンジン版
開発カネコでハドソンより販売。面構成や2人同時プレイ可能など全体的な仕様はほぼアーケード版に準じた移植だが、PCエンジンのハードの性能上、グラフィックや一部の簡略化や演出など細かい部分のカットなどアーケード版とは異なる箇所がある。1番顕著な変更点としては、2面のBGMがオリジナルのものに差し替えられている点と、高速スクロールする箇所で注意表記が出ず、代わりにBGMがサビの部分に来ると高速スクロールと同期するような演出に調整されている点である。また、タイトルが変更された関係で、特殊攻撃のバスターフラッシュの名称が「ブラスターフラッシュ」に改名されている。
PCエンジン版の独自仕様として、ショットがデフォルトでオートの高速連射となり、2人同時プレイ時の特殊攻撃として、1Pと2Pが同時にブラスターフラッシュを放つことで画面内の敵に大ダメージを与える「スーパーブラスターフラッシュ」と、1Pと2Pのゲージが満タン状態の時にショットボタンで、両プレイヤー間の直線上に稲妻が走る「ブラスターズサンダーアタック」の発動などが追加されていた。この他にもOPの自機の1枚絵の機体グラフィックに2P側の機体を追加や、アーケード版ではスタッフクレジットのみだったエンディングに脱出シーンのグラフィックの追加などもある。PCエンジン版の発売時にハドソンの提供で流れたTVCMでは『エアロブラスター』という名称になっていた。
メガドライブ版
開発販売ともカネコ。こちらも全体的にアーケード版に準じた移植であり、前述のPCエンジン版と比べると、グラフィックや演出面では一部を除いてほぼアーケード版に忠実な移植となっている。
アーケード版との顕著な差異として、各面の開始前やデモプレイの前に待ち時間が発生し、黒バックにキャラクターのアイキャッチが表示され、ROMカセットにもかかわらずステージ開始までに数秒ほど待たされる仕様がある。
また、スコア表示の可否をオプションモードで選択可能。2014年9月23日より、プロジェクトEGGにてメガドライブ版を配信開始。

## スタッフ
アーケード版
- ソフトウェア：S."To‑Y"Igarashi（五十風さとし）、H."Tiny‑Tomo"Takeuchi（竹内久徳）
- グラフィック：松岡けいすけ、尾鼻直人、T.KONAKAWA
- ハードウェア：H.MIKAMI、H.NAGAYOSHI
- ミュージック・コンポーズ：渡辺達也
- サウンド：SEIICHI AIZU
- トータルコーディネーター：S."To‑Y"Igarashi（五十風さとし）
- ゼネラル・プロデューサー：金子浩

PCエンジン版
- プログラム：小山剛
- デザイン：松岡けいすけ、さえきけんいち、尾鼻直人、横山祥、行本方子
- サウンド：渡辺達也、大熊努
- マネージメント：鵜藤明彦
- アーケード・アドバイザー：五十風さとし、竹内久徳
- テクニカル・アドバイザー：植山幹郎、門脇光弘
- スペシャル・サンクス：さとうおさあき、小松邦夫、山下孝、杉本尚志、よしだみのる

メガドライブ版
- ソフトウェア：K.MATSUMOTO、よしだみのる
- グラフィック：横山祥、田口真之
- ミュージック・コンポーズ：小松邦夫、大熊努
- テスト・ゲーム：インターステイトスタッフ
- スペシャル・サンクス：カネコアーケードスタッフ
- トータル・コーディネート：Y.HOJO
- ゼネラル・プロデューサー：鵜藤明彦

## 評価
アーケード版
ゲーム雑誌『ゲーメスト』の企画「第4回ゲーメスト大賞」（1990年度）で、読者投票によりベストシューティング賞で4位、年間ヒットゲームで45位を獲得している。また、1991年に刊行されたゲーメストムック『ザ・ベストゲーム』内の「ビデオゲームフルリスト」の紹介文では、「自機をパワーアップさせながら敵を倒すシューティング。青い空、白い雲、ぐるぐる回るホーミング、適度な難易度、シューティングの傑作」グラフィックや難易度に関して肯定的なコメントで紹介されている。

PCエンジン版
ゲーム誌『ファミコン通信』の「クロスレビュー」では、7・8・8・7の合計30点（満40点）でシルバー殿堂入りを獲得、『月刊PCエンジン』では75・90・85・80・85の平均83点（満100点）、『マル勝PCエンジン』では9・8・9・8の合計34点（満40点）、『PC Engine FAN』の読者投票による「ゲーム通信簿」での評価は以下の通りとなっており、22.10点（満30点）となっている。また、この得点はPCエンジン全ソフトの中で157位（485本中、1993年時点）となっている。同雑誌1993年10月号特別付録の「PCエンジンオールカタログ'93」では、「業務用でかなり人気の高かった『エアバスター』の移植作。2人同時プレイ時には、協力して必殺技が使えるなど、オリジナルの要素も追加されている。美しい多重スクロールと高速スクロールが最大のウリだ」とグラフィックに関して肯定的なコメントで紹介されている。
| 項目 | キャラクタ | 音楽 | 操作性 | 熱中度 | お買得度 | オリジナリティ | 総合  |
| 得点 | 3.74       | 3.78 | 3.75   | 3.95   | 3.53     | 3.36           | 22.10 |

メガドライブ版
- ゲーム誌『ファミコン通信』の「クロスレビュー」では、7・6・8・5の合計26点になっている[13][7]。

- ゲーム誌『メガドライブFAN』の読者投票による「ゲーム通信簿」での評価は以下の通りとなっており、19.14点（満30点）となっている[3]。

| 項目 | キャラクタ | 音楽 | 操作性 | 熱中度 | お買得度 | オリジナリティ | 総合  |
| 得点 | 3.22       | 3.24 | 3.25   | 3.30   | 3.11     | 3.02           | 19.14 |
- ゲーム誌『BEEP!メガドライブ』の「BEメガ・ドッグレース」では8・7・6・8の合計29点[9]。レビュアーはPCE版より出来がよく、高速面のバンパーのアイデアが気持ちい、珍しく2人プレイ可能なため楽しさ倍増、一方で画面に派手さを求めたせいで背景と色使いが近い自機を見失ってしまうことがある、ゲームとしてはシンプルでやかりやすいルールで初心者でも安心とした者と可もなく不可もなく中毒性はなくさっぱりしているため特徴がないと食傷気味のSTGでは生き残れないとした者で分かれた[9]。

- ゲーム本『メガドライブ大全』（2004年、太田出版）では、「高速スクロール面で『急カーブ』などの矢印が出て、バンパーを付ければ壁をこすっても平気という、ドライブゲーム感覚が楽しい」とゲーム性に関しては肯定的な評価を下しているが、「面クリアごとに『しばらくお待ちください』的に止め絵が入るのは『データのロード時間』か?CD-ROMじゃないのに」とインターフェイス面に関して否定的な評価を下している[10]。

MegaTechは78%のスコアで「優れたグラフィックス、サウンド、プレイアビリティ」があると述べたが、チャレンジファクターが低いこと批判した。Megaでは同誌で行われた「史上最高のメガドライブゲーム」で13位にランクイン。Mean Machinesは80%のスコアを与えたが、ヘルファイヤーと競合することはできないと述べた。

## サウンドトラック
1990年4月21日、ポニーキャニオン / サイトロン・レーベルよりサウンドトラックが発売された。
1トラック目にはPHASE1のBGM「SEASIDE FRONT」のアレンジ・バージョンが収録されており、同曲では友田真吾がドラムを担当している。